# Serrat de Querós
El Serrat de Querós és un serrat del terme municipal de Sant Quirze Safaja, a la comarca del Moianès.
Està situat en el sector més oriental del terme, en terres de Bertí. És al sud-oest de les restes de la masia de Bernils, a prop i al nord-oest de Sant Pere de Bertí i de Cal Magre i al nord del Sot de Querós. És paral·lel al sud-est del Serrat del Soler, a l'esquerra del Sot de Bernils.